# Perioplectus labiosus
Perioplectus labiosus är en rundmaskart som först beskrevs av Sanwal 1968.  Perioplectus labiosus ingår i släktet Perioplectus och familjen Plectidae. Inga underarter finns listade i Catalogue of Life.